# Autòlisi
Autòlisi o digestió cel·lular és la destrucció de les cèl·lules mitjançant l'acció dels seus propis enzims com a part de la putrefacció. També es pot referir a la digestió d'un enzim per una altra molècula del mateix enzim. El terme deriva del grec: αυτό ("un mateix") i λύσις ("divisió"). L'autòlisi no és comuna en organismes adults vius i normalment passa en cèl·lules danyades o teixits que es moren. L'autòlisi s'engega per les cèl·lules que alliberen enzims digestius al citoplasma.
En els fetus del primats l'acció selectiva de l'autòlisi permet la formació dels dits.
En la indústria alimentària l'autòlisi implica de matar els llevats i facilitar la degradació cel·lular pels enzims. Es fa servir per a donar diferents sabors, quan el procés és activat per addició de sals es coneix com a plasmòlisi.
En fer pa l'autòlisi descriu la hidratació que succeeix en posar aigua i farina únicament.
En begudes alcohòliques fermentades també hi pot haver autòlisi. En el xampany l'autòlisi és un component bàsic de la sabor.
L'autòlisi és un terme molt utilitzat en psicologia i psiquiatria per referir-se al suïcidi.